# Список олімпійських рекордів у легкій атлетиці
Олімпійські рекорди в легкій атлетиці є найкращими результатами, які показали легкоатлети на Олімпійських іграх в певних легкоатлетичних дисциплінах.

## Рекорди

### Чоловіки
| Дисципліна                        | Результат | Атлет                                                        | Дата            | Ігри                | Відео            | Примітки    |
| --------------------------------- | --------- | ------------------------------------------------------------ | --------------- | ------------------- | ---------------- | ----------- |
| Біг на 100 метрів                 | 9,63      | Усейн Болт Ямайка                                            | 5 серпня 2012   | 2012 Лондон         | Відео на YouTube |             |
| Біг на 200 метрів                 | 19,30     | Усейн Болт Ямайка                                            | 20 серпня 2008  | 2008 Пекін          | Відео на YouTube |             |
| Біг на 400 метрів                 | 43,03     | Вайде ван Нікерк ПАР                                         | 14 серпня 2016  | 2016 Ріо-де-Жанейро | Відео на YouTube |             |
| Біг на 800 метрів                 | 1.40,91   | Давід Рудіша Кенія                                           | 9 серпня 2012   | 2012 Лондон         | Відео на YouTube |             |
| Біг на 1500 метрів                | 3.28,32   | Якоб Інгебрігтсен Норвегія                                   | 7 серпня 2021   | 2021 Токіо          | Відео на YouTube | [ 1 ] [ 2 ] |
| Біг на 5000 метрів                | 12.57,82  | Кененіса Бекеле Ефіопія                                      | 23 серпня 2008  | 2008 Пекін          | Відео на YouTube |             |
| Біг на 10000 метрів               | 27.01,17  | Кененіса Бекеле Ефіопія                                      | 17 серпня 2008  | 2008 Пекін          | Відео на YouTube |             |
| Біг на 110 метрів з бар'єрами     | 12,91     | Лю Сян КНР                                                   | 27 серпня 2004  | 2004 Афіни          | Відео на YouTube |             |
| Біг на 400 метрів з бар'єрами     | 45,94     | Карстен Варгольм Норвегія                                    | 3 серпня 2021   | 2021 Токіо          | Відео на YouTube | [ 3 ] [ 4 ] |
| Біг на 3000 метрів з перешкодами  | 8.03,28   | Консеслус Кіпруто Кенія                                      | 17 серпня 2016  | 2016 Ріо-де-Жанейро | Відео на YouTube |             |
| Естафетний біг 4×100 метрів       | 36,84     | ЯмайкаНеста Картер Майкл Фрейтер Йоган Блейк Усейн Болт      | 11 серпня 2012  | 2012 Лондон         | Відео на YouTube |             |
| Естафетний біг 4×400 метрів       | 2.55,39   | СШАЛашон Меррітт Енджело Тейлор Девід Невілл Джеремі Ворінер | 23 серпня 2008  | 2008 Пекін          | Відео на YouTube |             |
| Марафонський біг                  | 2:06.26   | Тамірат Тола Ефіопія                                         | 10 серпня 2024  | 2024 Париж          | Відео на YouTube |             |
| Спортивна ходьба на 20 кілометрів | 1:18.46   | Чень Дін КНР                                                 | 4 серпня 2012   | 2012 Лондон         | Відео на YouTube |             |
| Стрибки у висоту                  | 2,39      | Чарльз Остін США                                             | 29 липня 1996   | 1996 Атланта        | Відео на YouTube |             |
| Стрибки з жердиною                | 6,25      | Арман Дюплантіс Швеція                                       | 5 серпня 2024   | 2024 Париж          | Відео на YouTube |             |
| Стрибки у довжину                 | 8,90      | Боб Бімон США                                                | 18 жовтня 1968  | 1968 Мехіко         | Відео на YouTube |             |
| Потрійний стрибок                 | 18,09     | Кенні Гаррісон США                                           | 27 липня 1996   | 1996 Атланта        | Відео на YouTube |             |
| Штовхання ядра                    | 23,30     | Раян Кроузер США                                             | 5 серпня 2021   | 2021 Токіо          | Відео на YouTube | [ 5 ] [ 6 ] |
| Метання диска                     | 69,89     | Віргіліюс Алекна Литва                                       | 23 серпня 2004  | 2004 Афіни          | Відео на YouTube |             |
| Метання молота                    | 84,80     | Сергій Литвинов СРСР                                         | 26 вересня 1988 | 1988 Сеул           | Відео на YouTube |             |
| Метання списа                     | 90,57     | Андреас Торкільдсен Норвегія                                 | 23 серпня 2008  | 2008 Пекін          | Відео на YouTube |             |
| Десятиборство                     | 9018      | Даміан Ворнер Канада                                         | 4-5 серпня 2021 | 2021 Токіо          | Відео на YouTube | [ 7 ] [ 8 ] |

### Жінки
| Дисципліна                        | Результат | Атлетка                                                           | Дата               | Ігри                | Відео            | Примітки      |
| --------------------------------- | --------- | ----------------------------------------------------------------- | ------------------ | ------------------- | ---------------- | ------------- |
| Біг на 100 метрів                 | 10,61     | Елейн Томпсон-Гера Ямайка                                         | 31 липня 2021      | 2021 Токіо          | Відео на YouTube | [ 9 ] [ 10 ]  |
| Біг на 200 метрів                 | 21,34     | Флоренс Гріффіт-Джойнер США                                       | 29 вересня 1988    | 1988 Сеул           | Відео на YouTube |               |
| Біг на 400 метрів                 | 48,25     | Марі-Жозе Перек Франція                                           | 29 липня 1996      | 1996 Атланта        |                  |               |
| Біг на 800 метрів                 | 1.53,43   | Надія Олізаренко СРСР                                             | 27 липня 1980      | 1980 Москва         | Відео на YouTube |               |
| Біг на 1500 метрів                | 3.53,11   | Фейт Кіп'єгон Кенія                                               | 6 серпня 2021      | 2021 Токіо          | Відео на YouTube | [ 11 ] [ 12 ] |
| Біг на 5000 метрів                | 14.26,17  | Вів'єн Черуйот Кенія                                              | 19 серпня 2016     | 2016 Ріо-де-Жанейро |                  |               |
| Біг на 10000 метрів               | 29.17,45  | Алмаз Аяна Ефіопія                                                | 12 серпня 2016     | 2016 Ріо-де-Жанейро | Відео на YouTube |               |
| Біг на 100 метрів з бар'єрами     | 12,26     | Ясмін Камачо-Квінн Пуерто-Рико                                    | 1 серпня 2021      | 2021 Токіо          |                  | [ 13 ]        |
| Біг на 400 метрів з бар'єрами     | 51,46     | Сідні Мак-Лафлін США                                              | 4 серпня 2021      | 2021 Токіо          | Відео на YouTube | [ 14 ] [ 15 ] |
| Біг на 3000 метрів з перешкодами  | 8.58,81   | Гульнара Самітова-Галкіна Росія                                   | 17 серпня 2008     | 2008 Пекін          | Відео на YouTube |               |
| Естафетний біг 4×100 метрів       | 40,82     | СШАТіанна Бартолетта Еллісон Фелікс Б'янка Найт Кармеліта Джетер  | 10 серпня 2012     | 2012 Лондон         | Відео на YouTube |               |
| Естафетний біг 4×400 метрів       | 3.15,17   | СРСРТетяна Ледовська Ольга Назарова Марія Пінігіна Ольга Бризгіна | 1 жовтня 1988      | 1988 Сеул           | Відео на YouTube |               |
| Марафонський біг                  | 2:23.07   | Тікі Джелана Ефіопія                                              | 5 серпня 2012      | 2012 Лондон         | Відео на YouTube |               |
| Спортивна ходьба на 20 кілометрів | 1:25.16   | Цєян Шеньцзє КНР                                                  | 11 серпня 2012     | 2012 Лондон         | Відео на YouTube |               |
| Стрибки у висоту                  | 2,06      | Олена Слесаренко Росія                                            | 28 серпня 2004     | 2004 Афіни          | Відео на YouTube |               |
| Стрибки з жердиною                | 5,05      | Олена Ісинбаєва Росія                                             | 18 серпня 2008     | 2008 Пекін          | Відео на YouTube |               |
| Стрибки у довжину                 | 7,40      | Джекі Джойнер-Керсі США                                           | 19 вересня 1988    | 1988 Сеул           | Відео на YouTube |               |
| Потрійний стрибок                 | 15,67     | Юлімар Рохас Венесуела                                            | 1 серпня 2021      | 2021 Токіо          | Відео на YouTube | [ 16 ] [ 17 ] |
| Штовхання ядра                    | 22,41     | Ілона Слюп'янек НДР                                               | 24 липня 1980      | 1980 Москва         | Відео на YouTube |               |
| Метання диска                     | 72,30     | Мартіна Гелльманн НДР                                             | 29 вересня 1988    | 1988 Сеул           |                  |               |
| Метання молота                    | 82,29     | Аніта Влодарчик Польща                                            | 15 серпня 2016     | 2016 Ріо-де-Жанейро |                  |               |
| Метання списа                     | 71,53     | Ослейдіс Менендес Куба                                            | 27 серпня 2004     | 2004 Афіни          | Відео на YouTube |               |
| Семиборство                       | 7291      | Джекі Джойнер-Керсі США                                           | 23-24 вересня 1988 | 1988 Сеул           | Відео на YouTube |               |

### Змішана дисципліна
| Дисципліна                  | Результат | Атлети                                                                          | Дата          | Ігри       | Відео            | Примітки      |
| --------------------------- | --------- | ------------------------------------------------------------------------------- | ------------- | ---------- | ---------------- | ------------- |
| Естафетний біг 4×400 метрів | 3.09,87   | ПольщаКароль Залевський Наталя Качмарек Юстина Швенти-Ерсетиц Каєтан Душинський | 31 липня 2021 | 2021 Токіо | Відео на YouTube | [ 18 ] [ 19 ] |